# Lampadomancia

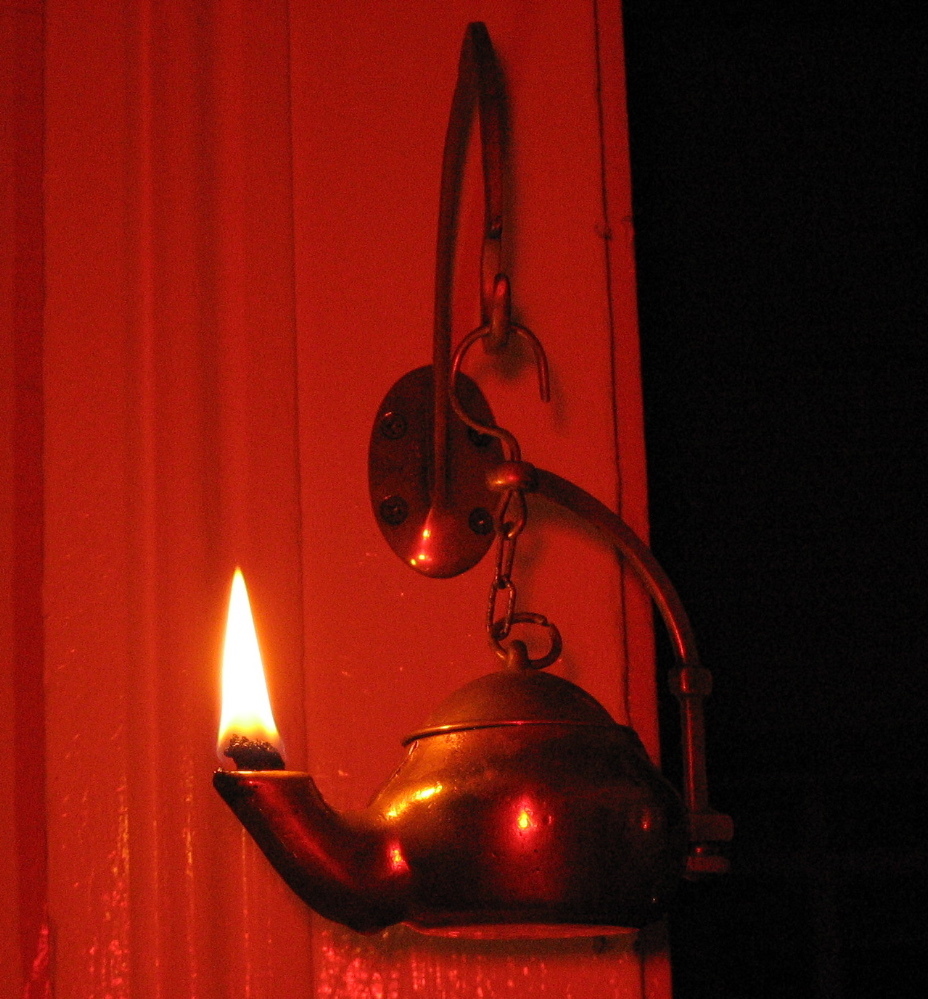
Lámpara de aceite de oliva de latón italiano de finales del. Al utilizarla para lampadomancia la forma, el color y los movimientos de la llama son cuidadosamente tenidos en cuenta.

La lampadomancia es una forma de adivinación que se realiza utilizando una sola lámpara de aceite o la llama de una antorcha.
Como con la licnoscopia, el adivino lee presagios a partir de los movimientos de la llama. También se practica una alternativa al método, consistiendo en la lectura de puntos de carbono depositados sobre unas hojas de papel puestas sobre la llama.  En otro método, el adivino usa la lámpara como medio para "atraer espíritus a las llamas" con la esperanza de consultarles considerando acontecimientos futuros. En este método, normalmente se emplea una lámpara especialmente diseñada, en la creencia que las formas grotescas atraerán a los espíritus.
La licnomancia es una forma de adivinación relacionada que emplea las llamas de tres velas idénticas dispuestas en un triángulo.
La lampadomancia fue un método popular de adivinación en el  Antiguo Egipto en donde los adivinos la realizaban al mediodía en una habitación oscura iluminada por una sola lámpara  llenada con aceite de Oasis.